# 朽羅神社
朽羅神社（くちらじんじゃ）は、伊勢神宮皇大神宮（内宮）の摂社。内宮の摂社27社のうち第12位である。
祭神は農耕神で、境内は水田の中に浮かぶ緑の小島のように見える。

## 概要
三重県度会郡玉城町原字森ノ前272に鎮座する。鎮座地は「宮田森」と呼ばれる。倭姫命の定めた神社である。石を神体とする。
社名の「朽羅」とは、「籠る」（こもる）という意味であり、神の籠る森であることを指している。別の説では、「朽羅」は「口原」であり、道の入り口を指すと解釈する。「朽羅」の読みに関しては、「くちら」とする史料と「くたみ」とする史料がある。
境内の入り口には石をくりぬいた手水舎があり、くねった参道を進むと小さな社殿に達する。社殿は神明造の板葺で長さ6尺（≒1.8m）×広さ4尺（≒1.2m）である。社地の面積は3反9畝9歩（≒3,898m2）。

## 祭神
祭神は千依比賣命（ちよりひめのみこと）と千依比古命（ちよりひこのみこと）。どちらも田野の守護神である。2柱はともに大歳神の子であり、千依比賣命が姉、千依比古命が弟である。
『神名秘書』では祭神を水神とする。

## 歴史
『皇大神宮儀式帳』には「朽羅神社」の記載はなく、「久麻良比神社」として掲載されている。久麻良比神社は千依比賣命と千依比古命を祭神としており、倭姫命が定めた神社であった。
寛文3年8月29日（グレゴリオ暦：1663年9月30日）に再興された。ただし、御巫清直は再興地が旧社地ではないと述べ、江戸時代には既に廃村となっていた旧原村の産土神が旧社地であるとした。「朽羅」を「くたみ」と読むと主張する伴信友は、朽羅神社の読みが二見（ふたみ）に似ていることから、二見に鎮座していた神社ではないかと解釈している。
社殿は1908年（明治41年）12月に建て替えられている。

## 祭祀
雨乞いの信仰のある神社であり、雨の降らない日が続くと住民が鉦・太鼓・ほら貝を鳴らしながら「アーメ、ターモレ、ターベーヨ」（雨賜もれ給べよ）と復唱した。

## 周辺
神社は方角さえ間違えなければ分かりやすい位置に鎮座する。
- JR参宮線外城田駅より徒歩約30分[3]（約2km[7]）。
- 伊勢自動車道玉城ICから自動車で約13分（約6.4km）。